# 학교법인 신명학원 (목포시)
학교법인 신명학원은 명신대학교를 중심으로 하는 대한민국의 학교법인이었다. 1983년 4월 19일 학교 법인이 설립되었으며, 1983년 목포성신고등학교를, 1999년 명신대학교를 설립한 바 있다.

## 연혁
- 1983년 4월 19일 : 학교법인 신명학원 설립
- 1983년 11월 21일 : 목포신명여자상업고등학교(목포성신고등학교) 설립
- 1999년 12월 17일 : 명신대학교 설립
- 2012년 2월 29일 : 명신대학교 폐교[1]

## 구성
목포성신고등학교는 전라남도 목포시에 위치한 사립 특성화 고등학교이다. 설립 당초 여자고등학교로 설치 되었으나, 2001년경 남녀공학 학교로 개편되었다. 현재 신명학원이 운영하는 유일한 교육 기관이다.

## 폐지
명신대학교는 전라남도 순천시에 있었던 일반대학이다. 1999년 12월 설립하여, 2000년 개교하였다. 학교법인 설립자와 그 일가가 명신대학교 설립에 관련하여 부정이 있었던 것을 교육 당국이 발견하고, 각종 지적 사항을 시정할 것을 계고했으나, 끝내 이루어지지 않아 2012년 강제 폐교되었다.